# Antonio de Heredia y Bazán
Antonio de Heredia y Bazán (Sigüenza, 10 de septiembre de 1687-Madrid, 9 de mayo de 1753) fue corregidor de Madrid entre otros cargos y marqués consorte de Rafal y demás títulos por su matrimonio. Fue quién introdujo a la Casa de Heredia en las posesiones del marquesado de Rafal.

## Biografía
Antonio era hijo de Diego de Heredia y Bazán y de Margarita de Parada y Flórez, y nació en la población de Sigüenza, en Guadalajara el 10 de septiembre de 1687. Su padre era caballero de la Orden de Calatrava y superintendente de Rentas Reales en Sigüenza, donde le sorprendió el nacimiento de su hijo Antonio, ya que el matrimonio tan sólo estaba de paso por la localidad. 
A partir de 1713, Antonio fue caballero de Santiago. Después sería miembro del Consejo del rey en el departamento de hacienda, gentilhombre de cámara del rey y mariscal de campo de los Reales Ejércitos. También fue corregidor (alcalde) de las ciudades de Carrión, Antequera, Orihuela, Murcia y Zaragoza.
Antonio concertó su matrimoni con su sobrina la marquesa de Rafal Antonia de Rocamora y Heredia, 36 años más joven. Antonia era la única hija del marqués de Rafal Jaime de Rocamora y Cascante y de Margarita de Heredia y Bazán, hermana de Antonio. Antonia había heredado en 1740 la titularidad de la Casa de Rocamora tras el fallecimiento de su padre. 
En 1737 Antonio fue nombrado corregidor de Madrid (alcalde). Desempeñó el cargo durante once años, de 1737 a 1748. A continuación sería nombrado Intendente General de Aragón.
Antonio contrajo nupcias a sus 56 años el 27 de octubre de 1743 en la parroquia de San Jerónimo de Benferri. Tras su enlace matrimonial, Antonio pasaba a ostentar a título de consorte, las dignidades de marqués de Rafal, barón de Puebla de Rocamora y señor de Benferri.
Una de las condiciones que imponían las nueve cláusulas de 1588, disposición testamentaria de los Rocamora, era que en caso de no quedar descendencia masculina y recaer la Casa de Rocamora en mujer, el cónyuge debería adoptar las armas y el apellido de los Rocamora, al igual que la descendencia. Esto explica que en muchos escritos y en algunas publicaciones, se haga referencia a Antonio de Heredia y Bazán con el nombre de Antonio de Heredia-Rocamora y Bazán, o Antonio de Rocamora-Heredia y Bazán o Antonio de Rocamora y Bazán, etc.
En los años 1745 y 1746 nació la descendencia de Antonio. Tuvo dos hijos, un varón heredero del patrimonio de los Rocamora y llamado Antonio, y una niña llamada Antonia María. Desde su nacimiento, el estado de salud del heredero Antonio no era muy bueno, padeciendo varias enfermedades que le causarían una muerte prematura.
El 1 de mayo de 1753, Antonio realizó testamento ante el escribano de Madrid Francisco Glas Domínguez, dejando a su hijo las tierras de los Heredia Bazán, situadas en las poblaciones conquenses de Valdeolivas y Cañaveruelas.
El 9 de mayo de 1753 falleció Antonio de Heredia y Bazán en Madrid a los 65 años. Sus restos fueron trasladados a San Sebastián donde recibió sepultura en el convento de religiosas bernardas del Santísimo Sacramento.

## Matrimonio y descendencia
Del enlace matrimonial de los Marqueses de Rafal nacieron:
- Antonio de Heredia y Rocamora (10 de marzo de 1745-31 de agosto de 1761) VII marqués de Rafal, IV conde de Granja de Rocamora, VII barón de Puebla de Rocamora y XV señor de Benferri.

- Antonia María de Heredia y Rocamora (12 de junio de 1746-1808) VIII marquesa de Rafal,'V condesa de Granja de Rocamora, VIII baronesa de Puebla de Rocamora y XVI señora de Benferri.

| Predecesor: Margarita de Heredia y Bazán | Marqués Consorte de Rafal 1743-1753            | Sucesor: Juan María del Castillo y Horcasitas |
| Predecesor: Margarita de Heredia y Bazán | Barón Consorte de Puebla de Rocamora 1743-1753 | Sucesor: Juan María del Castillo y Horcasitas |
| Predecesor: Margarita de Heredia y Bazán | Señor Consorte de Benferri 1743-1753           | Sucesor: Juan María del Castillo y Horcasitas |

- Datos: Q5700202